# Armand Psenny
Armand Psenny (Pszenny pour l'état civil) est un monteur français né le 18 avril 1929 dans le 14e arrondissement de Paris et mort le 12 juillet 2007 à La Loupe. 

## Biographie
Armand Psenny commence sa carrière au cours des années 1950 comme assistant monteur. Il travaillera plus tard à de nombreuses reprises avec Bertrand Tavernier.
Monteur débutant imposé par le producteur Joseph Lisbona sur le tournage des Dragueurs de Jean-Pierre Mocky, ce dernier affirme dans son livre d'entretiens avec Gaston Haustrate : « C'est un monteur à la mentalité « américaine », privilégiant le point de vue du producteur sur celui du réalisateur ».

## Filmographie
- 1958 : La Moucharde de Guy Lefranc
- 1958 : Suivez-moi jeune homme de Guy Lefranc
- 1959 : Les Dragueurs de Jean-Pierre Mocky
- 1960 : La Dragée haute de Jean Kerchner
- 1961 : Les Nymphettes de Henry Zaphiratos
- 1961 : La Pendule à Salomon de Vicky Ivernel
- 1962 : Léviathan de Léonard Keigel
- 1962 : Les Filles de La Rochelle de Bernard Deflandre
- 1965 : La 317e section de Pierre Schoendoerffer
- 1965 : Pleins feux sur Stanislas de Jean-Charles Dudrumet
- 1966 : Objectif 500 millions de Pierre Schoendoerffer
- 1966 : Un choix d'assassins de Philippe Fourastié
- 1971 : Jo, de Jean Girault
- 1972 : Le Dernier Homme de Charles L. Bitsch
- 1973 : L'Horloger de Saint-Paul de Bertrand Tavernier
- 1974 : Que la fête commence de Bertrand Tavernier
- 1974 : Deux grandes filles dans un pyjama, de Jean Girault
- 1975 : Le Juge et l'Assassin de Bertrand Tavernier
- 1975 : Le Faux-cul de Roger Hanin
- 1977 : La Question de Laurent Heynemann
- 1977 : Des enfants gâtés de Bertrand Tavernier
- 1977 : Vous n'aurez pas l'Alsace et la Lorraine  de Coluche et Marc Monnet
- 1979 : Le Mors aux dents de Laurent Heynemann
- 1979 : La Mort en direct de Bertrand Tavernier
- 1980 : Une semaine de vacances de Bertrand Tavernier
- 1981 : Coup de torchon, de Bertrand Tavernier
- 1981 : Un assassin qui passe, de Michel Vianey
- 1982 : Tir groupé de Jean-Claude Missiaen
- 1983 : Ronde de nuit de Jean-Claude Missiaen
- 1983 : Stella, de Laurent Heynemann
- 1985 : Un dimanche à la campagne de Bertrand Tavernier
- 1986 : Autour de minuit de Bertrand Tavernier
- 1987 : La Passion Béatrice de Bertrand Tavernier
- 1989 : La Vie et rien d'autre, de Bertrand Tavernier
- 1991 : Diên Biên Phu de Pierre Schoendoerffer

## Distinctions
- 1981 : nomination au César du meilleur montage pour La Mort en direct
- 1982 : nomination au César du meilleur montage pour Coup de torchon
- 1983 : nomination au César du meilleur montage pour Tir groupé
- 1984 : nomination au César du meilleur montage pour Un dimanche à la campagne
- 1987 : nomination au César du meilleur montage pour Autour de minuit
- 1990 : nomination au César du meilleur montage pour La Vie et rien d'autre